# Иоанн (Пурич)
Епископ Иоанн (серб. Епископ Јован, в миру Мла́ден Пу́рич, серб. Младен Пурић; 6 июня 1965, село Миячи, городской округ Валево, Колубарский округ) — епископ Сербской Православной Церкви на покое, епископ Нишский.

## Биография
Родился 6 июня 1965 года в селе Миячи у города Вальево, Сербия в семье Радосава и Зори (урождённой Бранкович). В 1985 году закончил Белградскую духовную семинарию святителя Саввы, а затем учился на Богословском факультете Сербской православной церкви.
Будучи студентом Богословского факультета, пел в факультетском хоре и студенческом хоре Музыковедческого института Сербской Академии Наук и Искусства. Впоследствии были опубликованы кассета и компакт-диск с его пением.
С 1990 года преподавал в Белградской духовной семинарии. В течение одного учебного года преподавал на богословском факультете Белградского университета.
В 1991 году по благословению старца Никанора Хиландарского поступил послушником в монастырь Троноша, под Валевом. 17 июля 1992 года епископ Захумско-Герцеговинский Афанасий (Евтич) по благословению Митрополита Черногорско-Приморского Амфилохия (Радовича) постриг его в малую схиму в храме Святой Троицы в Нижнем монастыре Острог, а на следующий день в храме Введения Пресвятой Богородицы в Верхнем монастыре Острог рукоположён в сан иеродиакона. Был собратом Цетинского монастыря.
С 13 сентября 1992 года, с первого дня работы восстановленной Цетинской духовной семинарии, отец Иоанн преподавал в ней догматику. Был воспитателем, а затем главным воспитателем семинарии.
14 мая 1995 года в монастыре Милешева Патриархом Сербским Павлом был рукоположен в иеромонаха.
В 1996 году с отличием окончил Санкт-Петербургскую духовную академию, где написал научную работу по византологии. В 1997 году совершил паломничество в Иерусалим.
6 декабря 1999 года у храме Рождества Пресвятой Богородицы в Цетинском монастыре Митрополитом Амфилохием возведён в звание протосинкелла.
После смерти своего духовного отца архимандрита Лазаря (Аджича) был 18 января 2001 году назначен на его место настоятелем монастыря Острог.
19 мая 2004 года решением Священного Архиерейского Собора избран епископом Диоклийским (по имени раннехристианской Диоклийской епархии), викарием митрополии Черногорско-Приморской.
30 мая 2004 года возведён в сан архимандрита.
3 июля 2004 года за всенощным бдением в Цетинском монастыре наречён во епископа. Чин наречения совершили Патриарх Сербский Павел, митрополит Черногорско-Приморский Амфилохий (Радович), митрополит Дабробоснийский Николай (Мрджа), епископ Зворничско-Тузланский Василий (Качавенда), епископ Бачский Ириней (Булович), епископ Рашко-Призренский Артемий (Радосавлевич), епископ Враньский Пахомий (Гачич), Епископ Шумадийский Иоанн (Младенович), епископ Милешевский Филарет (Мичевич), епископ Будимлянско-Никшичский Иоанникий (Мичович), епископ Захумско-Герцеговинский Григорий (Дурич), епископ на покое Афанасий (Евтич), епископ Величский Иоаким (Йовческий) и епископ Липлянский Феодосий (Шибалич).
4 июля того же года в соборном храме Воскресения Христова в Подгорице хиротонисан во епископа Диоклийского. Хиротонию совершили те же архиереи.
12 ноября 2009 года на философском факультете Университета Восточного Сараева защитил докторскую диссертацию на тему: «Философија васпитања у делу Св. Јована Златоуста».
27 мая 2011 года решением Архиерейского Собора назначен епископом Нишским. 7 августа того же года в соборной церкви в Нише состоялась его интронизация.
24 мая 2016 года решением Архиерейского Собора был согласно прошению освобождён от обязанностей правящего архиерея Нишской епархии и определён находящимся в распоряжении Архиерейского Собора Сербской Православной Церкви.

## Сочинения
Монографии:
- Основи педагогије светог Златоуста, 2009;
- Богослужење и васпитање, 2009;
- Философија васпитања у делу Светог Јована Златоуста, 2009.
- Приредио је зборник Храмовни чин. Поред наведених уџбеника приредио је још уџбеник Педагогика.

Лекции:
- Икона Христа по св. Апостолу Павлу, предавање на симпосиону у Фочи, Босна и Херцеговина, посвећеном Апостолу Павлу, 8. маја 2009;
- Мисија међу сиромашним (на енглеском језику), предавање на међународној конференцији Праг, Чешка, 21-24. маја 2009;
- Тајна иконопоштовања, предавање на симпосиону Православна теологија данас, Православни богословски факултет Универзитета у Београду, 27-29. маја 2009;
- Икона и књига Откривења, Међународни научни скуп о иконологији Свето Писмо и икона, мај 2010;
- Иконологија, Медији и информисање, Зборник Мегатренд Универзитета, 2010;
- Iconology (на енглеском језику), посебан облик (часопис Oxford);
- Име Божје и икона, Подгорица, Црна Гора, Духовни центар 2009;
- Тајна иконичног поштовања имена Божјих, предавање на симпосиону на Превлаци, Црна Гора, 17. јануар 2010. / Зборник радова 790. година Митрополије;
- Тајна блаженства као лествица образовања по светом Јовану Златоусту, Нови Сад, 2010;
- Црквени етос и савременост; Икона и педагогика, јесен 2010; Антрополошке основе педагике; ГСПЦ, IV 2010.

Слова:
- Слово на промоцији монографије Светигоре — Свети Василије Острошки, 2009;
- Слово на промоцији доктората ђакона Милорада Лазића, Коларац 2009;
- Слово на сахрани академика Симе Ћирковића, 2009;
- Слово на промоцији пројекта Литургија, 2009;
- Слово у Календару за 2011;

Переводы:
- В. Лоски, Успеније Мајке Божје, Светигора 20-21, октобар 2008. Шест студија на тему Храмовни чин (са руског и енглеског).

учебники
- Агиологија са химнографијом. — Београд 2010.
- Библијске и богословске основе спасења. — Београд 2013.
- Имена и натписи на иконама. — Београд 2010.
- Руковети из богословља. — Београд 2007.
- Сотириологија. — Ниш 2013.
- Христологија. — Ниш 2012.

Книги:
- Икона и духовност, 2010
- Литургија и савремени свет, 2011
- Икона Христа, 2011
- Тајна о Богородици, 2011
- Икона и химна. — Богородици, 2012
- Еколошке теме. — Манастир Хиландар 2013.
- Празничне иконе. — Ниш-Београд, 2013.
- Апостоли Христови. — Цетиње 2016.
- Благовести. — Рача: Рача : Манастир Рача ; Нови Сад : Матица српска, 2018. — 158 с. — ISBN 978-86-81218-05-1.
- Богојављање. — Рача: Рача : Манастир Рача ; Нови Сад : Матица српска, 2018. — 208 с. — ISBN 978-86-81218-03-7.
- Вазнесење Христово - Спасовдан. — Рача: Рача : Манастир Рача ; Нови Сад : Матица српска, 2018. — 174 с. — ISBN 978-86-81218-08-2.
- Васкрсење Христово. — Рача: Рача : Манастир Рача ; Нови Сад : Матица српска, 2018. — 224 с. — ISBN 978-86-81218-07-5.
- Воздвижење часног крста - Крстовдан. — Рача: Рача : Манастир Рача ; Нови Сад : Матица српска, 2018. — 148 с. — ISBN 978-86-81218-01-3.
- Преображење Господње. — Рача: Рача : Манастир Рача ; Нови Сад : Матица српска, 2018. — 176 с. — ISBN 978-86-81218-10-5.
- Силазак Духа Светог на апостоле — Педесетница. — Рача: Рача : Манастир Рача ; Нови Сад : Матица српска, 2018. — 170 с. — ISBN 978-86-81218-09.
- Рождество Христово. — Рача: Манастир Рача ; Нови Сад : Матица српска, 2018. — 202 с. — ISBN 978-86-81218-02-0.
- Рођење Мајке Божије ; Ваведење Богородице. — Рача: Манастир Рача ; Нови Сад : Матица српска, 2018. — 236 с. — 500 экз. — ISBN 978-86-81218-00-6.
- Улазак Христов у Јерусалим ; Страдање Христово на крсту. — Рача: Манастир Рача ; Нови Сад : Матица српска, 2018. — 240 с. — ISBN 978-86-81218-06-8.
- Успење Пресвете Богородице. — Рача: Рача : Манастир Рача ; Нови Сад : Матица српска, 2018. — 138 с. — ISBN 978-86-81218-11-2.